# Йоаким (Грді)
Архієпископ Іоаким (чеськ. Biskup Jáchym, світське ім'я Роман Грді, чеськ. Roman Hrdý; 8 березня 1973, м. Годонін, Моравія) — єпископ Православної церкви Чеських земель і Словаччини; архієпископ Бероунскій (з 2015).

## Біографія
Народився 8 березня 1973 року в Годоніні. Дитинство і юність провів зі своїми батьками в місті Кромержиж, де закінчив гімназію.
У 1995 році отримав вищу освіту в Університеті Палацького в Оломоуці за спеціальностями математика і біологія. Після цього пройшов цивільну службу в православному монастирі. Одночасно заочно навчався в Оломоуцькому філіалі Православного богословського факультету Пряшівського університету. Перервавши навчання, поїхав у Росію.
У 1997 році був прийнятий в братство Троїце-Сергієвої Лаври. 8 квітня того ж року в стінах Лаври прийняв чернечий постриг з ім'ям Іоаким, а 18 грудня єпископом Оломоуцький і Брненським Христофором (Пулецем) в Троїце-Сергієвій Лаврі висвячений в сан ієродиякона. Під час перебування в Троїце-Сергієвій Лаврі два роки навчався в Московській духовній академії. 28 березня 1999 році в Троїце-Сергієвій Лаврі висвячений у сан ієромонаха.
У 2003 році призначений намісником монастиря на честь священномученика Горазда Богемського в с. Груба Врбка. У 2006 році возведений у сан архімандрита. 14 лютого 2009 року в храмі св. Горазда в Оломоуці відбулася його хіротонія в єпископа Годонінского, вікарія Оломоуцько-Брненської єпархії. Божественну літургію та архієрейську хіротонію архімандрита Іоакима в Оломоуцькому кафедральному соборі на честь рівноапостольного святителя Горазда Охридського зробили: Блаженніший архієпископ Празький, митрополит Чеських земель і Словаччини Христофор (Пулець), митрополит Австрійський Михаїл (Стаїкос) (Константинопольський Патріархат), архієпископи Берлінський і Німецький Феофан (Галинський) (Московський Патріархат), Оломоуцький і Брненський Сімеон (Яковлевич), і єпископ Міхаловський Георгій (Странський).
9 грудня 2013 року в рішенням Священного Синоду призначений тимчасовим керуючим Празької єпархією, а 11 січня 2014 року рішенням позачергового XIII Помісного Собору затверджений на цій посаді. У 2015 році поступився посадою Михайлу (Дандару).